# Hada variegata
Hada variegata là một loài bướm đêm trong họ Noctuidae.